# Coppa Italia 2014–2015 (volleyboll, damer)
Coppa Italia 2014-2015 i volleyboll för damer utspelade sig mellan 31 januari och 1 mars 2015. Det var den 37:e upplagan av turneringen och åtta lag ur Serie A1 deltog. AGIL Volley vann tävlingen för första gången genom att besegra LJ Volley i finalen. Katarina Barun utsågs till mest värdefulla spelare.

## Regelverk
Tävlingen genomfördes i cupformat. Kvartsfinalerna genomfördes i form av dubbelmöte (som avgjordes med golden set om lagen vann lika många poäng. Semifinalerna och finalen avgjordes däremot genom en direkt avgörande match.

## Deltagande lag
| Lag                         | Turnering                | Deltog senast          |
| --------------------------- | ------------------------ | ---------------------- |
| Volley Bergamo              | 5:a i Serie A1 2014–2015 | Coppa Italia 2013-2014 |
| Futura Volley Busto Arsizio | 6:a i Serie A1 2014–2015 | Coppa Italia 2013-2014 |
| Volleyball Casalmaggiore    | 3:a i Serie A1 2014–2015 | Coppa Italia 2013-2014 |
| Imoco Volley                | 4:a i Serie A1 2014–2015 | Coppa Italia 2013-2014 |
| Promoball Volleyball Flero  | 8:a i Serie A1 2014–2015 | Debut                  |
| LJ Volley                   | 2:a i Serie A1 2014–2015 | Coppa Italia 2013-2014 |
| AGIL Volley                 | 1:a i Serie A1 2014–2015 | Coppa Italia 2013-2014 |
| River Volley                | 7:a i Serie A1 2014–2015 | Coppa Italia 2013-2014 |

## Turneringen

### Spelschema
|  | Kvartsfinaler | Kvartsfinaler               | Kvartsfinaler | Kvartsfinaler               |   |   | Semifinaler | Semifinaler | Semifinaler |  |  | Final | Final | Final |  |
|  |               |                             |               |                             |   |   |             |             |             |  |  |       |       |       |  |
|  | 8             | Promoball Volleyball Flero  | 0             | 3                           |   |   |             |             |             |  |  |       |       |       |  |
|  | 8             | Promoball Volleyball Flero  | 0             | 3                           |   |   |             |             |             |  |  |       |       |       |  |
|  | 1             | AGIL Volley                 | 3             | 1                           |   |   |             |             |             |  |  |       |       |       |  |
|  | 1             | AGIL Volley                 | 3             | 1                           |   | 1 | AGIL Volley | 3           |             |  |  |       |       |       |  |
|  |               |                             |               |                             |   | 1 | AGIL Volley | 3           |             |  |  |       |       |       |  |
|  |               |                             | 4             | Imoco Volley                | 1 |   |             |             |             |  |  |       |       |       |  |
|  | 5             | Volley Bergamo              | 4             | Imoco Volley                | 1 | 3 | 113         |             |             |  |  |       |       |       |  |
|  | 5             | Volley Bergamo              |               |                             |   |   |             |             |             |  |  |       |       |       |  |
|  | 4             | Imoco Volley                | 1             | 315                         |   |   |             |             |             |  |  |       |       |       |  |
|  | 4             | Imoco Volley                | 1             | 315                         |   | 1 | AGIL Volley | 3           |             |  |  |       |       |       |  |
|  |               |                             |               |                             |   |   |             |             |             |  |  |       |       |       |  |
|  |               |                             | 2             | LJ Volley                   | 1 |   |             |             |             |  |  |       |       |       |  |
|  | 7             | River Volley                | 2             | LJ Volley                   | 1 | 3 | 113         |             |             |  |  |       |       |       |  |
|  | 7             | River Volley                |               |                             |   |   |             |             |             |  |  |       |       |       |  |
|  | 2             | LJ Volley                   | 1             | 315                         |   |   |             |             |             |  |  |       |       |       |  |
|  | 2             | LJ Volley                   | 1             | 315                         |   | 2 | LJ Volley   | 3           |             |  |  |       |       |       |  |
|  |               |                             |               |                             |   | 2 | LJ Volley   | 3           |             |  |  |       |       |       |  |
|  |               |                             | 6             | Futura Volley Busto Arsizio | 1 |   |             |             |             |  |  |       |       |       |  |
|  | 6             | Futura Volley Busto Arsizio | 6             | Futura Volley Busto Arsizio | 1 | 3 | 3           |             |             |  |  |       |       |       |  |
|  | 6             | Futura Volley Busto Arsizio |               |                             |   |   |             |             |             |  |  |       |       |       |  |
|  | 3             | Volleyball Casalmaggiore    | 2             | 0                           |   |   |             |             |             |  |  |       |       |       |  |

### Resultat

#### Kvartsfinaler

##### Match 1
| 1º februari 2015 PalaGeorge, Montichiari Speltid: 1h:12 - Åskådare: ?        | Promoball Volleyball Flero  | 0 - 3 | AGIL Volley              | 15-25, 23-25, 18-25               |
| 1º februari 2015 PalaNorda, Bergamo Speltid: 1h:37 - Åskådare: 1 200         | Volley Bergamo              | 3 - 1 | Imoco Volley             | 25-13, 19-25, 25-21, 25-17        |
| 1º februari 2015 PalaBanca, Piacenza Speltid: 1h:53 - Åskådare: 2 100        | River Volley                | 3 - 1 | LJ Volley                | 28-26, 25-15, 22-25, 25-23        |
| 1º februari 2015 PalaYamamay, Busto Arsizio Speltid: 2h:21 - Åskådare: 2 200 | Futura Volley Busto Arsizio | 3 - 2 | Volleyball Casalmaggiore | 23-25, 25-19, 27-29, 25-21, 15-12 |

##### Match 2
| 4 februari 2015 PalaTerdoppio, Novara Speltid: 1h:49 - Åskådare: ? | AGIL Volley              | 1 - 3 | Promoball Volleyball Flero  | 25-22, 16-25, 31-33, 22-25                   |
| 4 februari 2015 PalaVerde, Villorba Speltid: 2h:19 - Åskådare: ?   | Imoco Volley             | 3 - 1 | Volley Bergamo              | 25-21, 24-26, 25-18, 25-22 Golden set: 15-13 |
| 4 februari 2015 PalaPanini, Modena Speltid: 1h:48 - Åskådare: ?    | LJ Volley                | 3 - 1 | River Volley                | 19-25, 27-25, 25-17, 25-14 Golden set: 15-13 |
| 4 februari 2015 PalaFarina, Viadana Speltid: 1h:24 - Åskådare: ?   | Volleyball Casalmaggiore | 0 - 3 | Futura Volley Busto Arsizio | 22-25, 23-25, 23-25                          |

#### Semifinaler
| 28 februari 2015 105 Stadium, Rimini Speltid: 1h:56 - Åskådare: ?     | AGIL Volley | 3 - 1 | Imoco Volley                | 25-21, 27-25, 20-25, 26-24 |
| 28 februari 2015 105 Stadium, Rimini Speltid: 1h:41 - Åskådare: 3 500 | LJ Volley   | 3 - 1 | Futura Volley Busto Arsizio | 25-18, 25-15, 22-25, 25-15 |

#### Final
| 1º mars 2015 105 Stadium, Rimini Speltid: 1h:59 - Åskådare: 4 300 | AGIL Volley | 3 - 1 | LJ Volley | 25-19, 28-30, 30-28, 25-23 |